# Into Darkness - Star Trek
Into Darkness - Star Trek (Star Trek Into Darkness), noto nel fandom anche con l'acronimo STID o la sigla ST XII, è un film del 2013 diretto da J. J. Abrams.
Film di fantascienza, sequel del film del 2009 che costituiva il reboot cinematografico della serie di Star Trek, è la dodicesima pellicola della serie e quella che ha riscosso i maggiori incassi.

## Trama
Anno 2259. Sul pianeta Nibiru l'eruzione di un enorme vulcano minaccia di distruggere la primitiva civiltà locale. Il capitano della USS Enterprise NCC-1701 James T. Kirk, che circa un anno prima aveva distrutto la Narada comandata da Nero, viola la Prima direttiva della Federazione dei Pianeti Uniti mostrando agli indigeni la sua nave (fino a quel momento rimasta nascosta sul fondo dell'oceano): l'azione viene resa necessaria dal fatto che il primo ufficiale Spock, sceso nel vulcano per attivare un congegno che lo renda inerte, vi rimane intrappolato, trovandosi di fronte a morte certa. Per questa infrazione Kirk, una volta rientrato sulla Terra, viene sollevato dal comando e rimandato all'Accademia della Flotta Stellare, mentre Spock è riassegnato alla USS Bradbury e l'Enterprise viene nuovamente affidata all'ammiraglio Christopher Pike; questi però, fiducioso nel giovane, chiede e ottiene che il suo primo ufficiale sia proprio Kirk. Nel contempo a Londra, un misterioso terrorista, dopo aver salvato col suo stesso sangue la figlia malata di un membro dell'intelligence della Flotta Stellare, convince quest'ultimo a far saltare in aria un intero edificio della Federazione.
A seguito dell'attentato, a San Francisco viene convocato l'Alto consiglio della Flotta Stellare presieduto dall'ammiraglio Alexander Marcus, a cui partecipano i capitani e i primi ufficiali delle navi di stanza nell'area, e quindi anche Pike, Kirk e Spock. In tale sede viene rivelato che il misterioso attentatore, che si scopre essere l'ex comandante John Harrison, era considerato uno dei migliori agenti della Federazione e che l'edificio distrutto dall'esplosione era un importante archivio, il cui contenuto resta segreto. Tuttavia l'esplosione si rivela solo un pretesto per far riunire i membri del Consiglio in un unico luogo: di lì a poco infatti, Harrison, a bordo di una navetta veloce rubata a Londra, apre il fuoco dall'esterno sulla sala dove si trovano gli ufficiali, uccidendone diversi, tra i quali l'ammiraglio Pike. Solo l'intervento di Kirk ferma l'attentatore, il quale fugge teletrasportandosi prima che la navetta precipiti al suolo.
Il fuggitivo è localizzato da Montgomery Scott in una zona disabitata di Kronos, pianeta natale dei Klingon, i quali sono sull'orlo della guerra con la Federazione. Desideroso di vendicare la morte del suo mentore, Kirk si offre di inseguire Harrison al comando dell'Enterprise e l'ammiraglio Marcus lo appoggia; l'ordine non è però di catturare il criminale, bensì di ucciderlo mediante l'utilizzo di 72 siluri fotonici di ultima generazione, non tracciabili e a lunga gittata, che possono essere lanciati dai confini della Federazione (senza dunque invadere lo spazio dei Klingon). Durante l'imbarco si aggiunge all'equipaggio la giovane dottoressa Carol Wallace, mentre Scott lascia il suo incarico di ingegnere capo e torna a terra, dal momento che si rifiuta di ammettere a bordo i misteriosi siluri che, a suo dire, potrebbero compromettere la stabilità del nucleo di curvatura e mettere in pericolo l'intera nave. Giunti in prossimità di Kronos ma col nucleo dell'Enterprise in avaria, Kirk, Spock e il tenente Nyota Uhura, contrariamente a quanto imposto dagli ordini dell'ammiraglio, vanno alla ricerca del fuggitivo tra le rovine della zona disabitata, venendo però rintracciati e attaccati dai Klingon. È lo stesso Harrison, inaspettatamente, a salvarli sterminando i plotoni nemici, consegnandosi poi spontaneamente a loro una volta venuto a conoscenza della presenza a bordo dei 72 siluri.
Una volta sulla nave, il prigioniero rivela di essere in realtà Khan Noonien Singh, uno spietato superuomo geneticamente modificato rimasto ibernato per trecento anni prima di essere risvegliato e sfruttato da Marcus per via della sua mente superiore. Rivela inoltre che i siluri a bordo dell'Enterprise contengono in realtà i corpi congelati del suo vecchio equipaggio: l'ammiraglio lo aveva tenuto sotto scacco grazie a essi, minacciando di distruggerli se lui non avesse obbedito ai suoi folli piani di militarizzare la Federazione e scatenare una guerra contro i Klingon. La missione su Kronos costituisce un perfetto pretesto per raggiungere tale scopo.
Improvvisamente sopraggiunge proprio Marcus al comando di una nuova nave da battaglia di dimensioni doppie rispetto all'Enterprise, la USS Vengeance, deciso a eliminare ogni testimone e a riprendersi Khan; Kirk però si rifiuta di consegnarglielo, lanciandosi in fuga a velocità di curvatura con la poca energia rimasta. Tuttavia la Vengeance, grazie agli avanzatissimi propulsori di cui è dotata, riesce a raggiungere l'altra nave e a danneggiarla pesantemente, sbalzandola fuori dal tunnel di curvatura non lontano dalla Terra. L'Enterprise sta quindi per essere distrutta, quando interviene la dottoressa Wallace, che Spock aveva scoperto essere la figlia dello stesso ammiraglio (il suo vero nome è quindi Carol Marcus): la giovane ritiene che il padre non colpirebbe mai sapendola a bordo, ma questi per tutta risposta la fa teletrasportare sulla sua nave e si prepara ad aprire il fuoco. Senza sistemi di difesa, l'equipaggio è ormai rassegnato alla fine imminente, quando all'improvviso gli armamenti di Marcus vengono disattivati dall'interno grazie a Scott, infiltratosi a bordo in precedenza. Kirk decide dunque di recarsi personalmente sulla nave nemica facendosi aiutare da Khan, unico modo per poterla neutralizzare: i due riescono nel loro intento con l'aiuto di Scott, si portano fino al ponte di comando e mettono fuori gioco i soldati a fianco dell'ammiraglio; ma a questo punto il criminale attua il suo piano e consuma la sua vendetta su Marcus, uccidendolo, per poi prendere in ostaggio Kirk; Spock, rimasto al comando dell'Enterprise, si vede quindi obbligato a lasciare che teletrasporti a bordo i siluri in cui è ibernato il suo equipaggio. Una volta effettuato lo scambio, però, Khan non rispetta i patti e decide di far fuoco ugualmente sull'altra nave, ma il vulcaniano (che aveva sostituito i tubi criogenici con cariche esplosive, dopo essersi fatto consigliare dal suo alter ego anziano) fa detonare i siluri nella stiva della Vengeance, compromettendola definitivamente.
L'Enterprise, su cui erano stati rimandati Kirk, la dottoressa Marcus e Scott, è a sua volta gravemente danneggiata e comincia a precipitare, attratta dalla gravità della Terra; il capitano decide quindi di sacrificarsi per riparare il motore a curvatura, che nello scontro si era disallineato, esponendosi a radiazioni letali all'interno del nucleo. Intanto Khan cerca di far schiantare la sua nave sul quartier generale della Flotta Stellare a San Francisco, devastando parte della città. Per poter fermare il fuggitivo, Spock si teletrasporta, si lancia al suo inseguimento e, grazie anche all'intervento di Uhura, arriva quasi a ucciderlo; questa però lo ferma, avvisandolo che il sangue del superuomo è in grado di riportare in vita Kirk, come scoperto dal dottor McCoy che in precedenza lo aveva testato su un tribolo morto. Khan viene così catturato, in modo che il dottore possa ricavare un siero dal suo sangue, per poi venire nuovamente ibernato. Redivivo, dopo due settimane, il capitano ringrazia Spock per averlo salvato, come lui aveva fatto su Nibiru.
Quasi un anno dopo, Kirk tiene un discorso in occasione del nuovo varo della USS Enterprise, nel frattempo ricostruita; egli, divenuto un uomo più maturo e rispettoso delle regole, nell'occasione ricorda le parole del Giuramento del Capitano che gli aveva fatto recitare il suo mentore, l'ammiraglio Pike, al momento di affidargli la nave. Questa parte poi per una missione quinquennale, mai tentata sino ad allora, nello spazio profondo.

## Personaggi

### Specie
Il film presenta una nuova versione dei Klingon che sono stati completamente ridisegnati rispetto alla versione precedente, presente dal film del 1979 Star Trek alla serie televisiva Star Trek: Enterprise (2001-2005). Questa scelta, che J.J. Abrams considera "incredibilmente fica", è stata accolta in modo particolarmente negativo dai trekker; tuttavia, nonostante ciò, il nuovo aspetto dei Klingon inaugurato in Into Darkness è stato riutilizzato anche nelle prime due stagioni di Star Trek: Discovery (2017-2019), cosa che ha ulteriormente irritato i fan, riattizzando la polemica. La scelta ha inizialmente portato a non mostrare ulteriormente i Klingon fino a Discovery e ha portato a ulteriori modifiche del loro aspetto per la serie, in particolare tra la prima e la seconda stagione, dove i Klingon assumono un aspetto orientato più verso l'aspetto dell'era The Next Generation, lasciandosi crescere i capelli lunghi e avendo un aspetto meno "alieno" rispetto alla prima stagione. La polemica ha portato la produzione a far sparire i Klingon dalle successive stagioni della serie Discovery, permettendo invece ai produttori della serie Star Trek: Picard di ripristinare il loro aspetto originale quando arrivò il momento di far tornare in scena Worf, che presentava appunto il tradizionale aspetto dei Klingon dell'era Next generation.

## Produzione
Inizialmente la Paramount Pictures aveva invitato il regista J. J. Abrams a riprendere il film direttamente in 3D ma lo stesso regista ha chiesto di poter girare con telecamere IMAX. È stato infine trovato un compromesso: per la prima volta nella storia del cinema, un film viene girato in IMAX e poi convertito in 3D in post produzione.

### Titolo
Il titolo definitivo della pellicola è stato ufficializzato il 10 settembre 2012 dalla Paramount Pictures. Prima del titolo definitivo, il progetto veniva citato con titoli di lavorazione diversi, tra cui Star Trek 2 e Star Trek XII.

### Sceneggiatura
La scena in cui il capitano Kirk sacrifica la propria vita per salvare la nave e il suo equipaggio è ripresa dal film Star Trek II - L'ira di Khan, ma con i ruoli di Kirk e Spock invertiti (nel vecchio film era Spock a morire assorbendo una dose letale di radiazioni). La trama non ha però molte somiglianze con quella della pellicola del 1982, malgrado la presenza dei personaggi di Khan e di Carol Marcus (che nel primo film si rivelò essere la madre del figlio di Kirk).

### Cast
Le attrici Alice Eve, Hayley Atwell e Teresa Palmer hanno sostenuto dei provini per il ruolo del dottor Carol Marcus. Alla fine è stata scelta Alice Eve.
Benicio del Toro era stato scelto per il ruolo di antagonista principale, ma rifiutò per questioni economiche. Dopo il rifiuto di del Toro fu contattato Demián Bichir, ma a sua volta rifiutò per impegni in altre pellicole. Il ruolo di Khan infine è andato all'attore britannico Benedict Cumberbatch.
L'attore Leonard Nimoy, storico interprete del vulcaniano Spock, ha un breve cameo nei panni di uno Spock anziano che comunica con il suo alter ego giovane.

### Riprese
Le riprese del film, cominciate il 12 gennaio e terminate l'8 maggio 2012, sono state effettuate tutte nello stato della California, tra Los Angeles, Garden Grove e Livermore.

## Promozione
Il regista J. J. Abrams ha presentato la prima brevissima clip, in anteprima mondiale, durante una puntata del Conan O’Brien Show il 4 ottobre 2012. Con la fase di post produzione ancora non conclusa, il regista è stato costretto dalla Paramount Pictures a esibire solo tre fotogrammi senza svelare nulla sulla trama del film. Il 6 dicembre 2012 è stato diffuso online l'announcement trailer italiano, della durata di circa un minuto, che verrà seguito, sempre nel mese di dicembre, dal vero e proprio teaser trailer, proiettato in sala con le copie non in IMAX de Lo Hobbit - Un viaggio inaspettato. Il 21 marzo 2013 è stato inoltre diffuso online il trailer internazionale, all'interno del quale è stato inserito un link che rimanda al poster IMAX del film.

## Distribuzione
La pellicola è stata distribuita nelle sale cinematografiche statunitensi a partire dal 17 maggio 2013, in contemporanea con molti altri paesi nel mondo, mentre in Italia è stata distribuita il 12 giugno in 3D, mentre la versione in 2D è stata resa disponibile a partire dal 20 giugno.

## Accoglienza

### Incassi
Costato 190 milioni di dollari, Into Darkness ha incassato 13,5 milioni di dollari al botteghino nei suoi primi giorni di proiezione negli Stati Uniti, meno dei 30,9 milioni del suo predecessore Star Trek del 2009. Il film ha incassato 22 milioni di dollari il venerdì, meno del suo predecessore quattro anni prima (26 milioni di dollari). Ha ricavato 70,6 milioni di dollari nel suo fine settimana di apertura, finendo al primo posto al botteghino statunitense (superando Il grande Gatsby e Iron Man 3). In totale i proventi del fine settimana sono stati 84,1 milioni di dollari, inclusi gli incassi delle prime proiezioni. Benché i proventi fossero inferiori a quelli previsti dalla Paramount, il vicepresidente dello studio Rob Moore si è detto "estremamente soddisfatto" per la prestazione del sequel. Varie settimane dopo la sua uscita, il film aveva incassato 147 milioni di dollari al botteghino all'estero, superando il totale degli utili internazionali del suo predecessore. Into Darkness ha raggiunto il primo posto al botteghino in Cina con un lordo di 25,8 milioni di dollari, triplicando i guadagni complessivi del film precedente durante il suo fine settimana di apertura.
 A fine corsa il film ha incassato 228 778 661 dollari in Nord America e 467 365 246 dollari nel mondo, diventando così la pellicola di Star Trek dai maggiori incassi.

## Riconoscimenti
- 2014 – Premio Oscar
  - Candidatura per i migliori effetti speciali
- 2014 – Premio BAFTA
  - Candidatura per i migliori effetti speciali
- 2014 – Saturn Award
  - Candidatura come miglior film di fantascienza
  - Candidatura come miglior attore non protagonista a Benedict Cumberbatch
  - Candidatura come miglior regia a J. J. Abrams
  - Candidatura come migliori costumi a Michael Kaplan
  - Candidatura come migliori effetti speciali
- 2014 – Empire Awards
  - Candidatura come miglior fantasy
- 2014 – Art Directors Guild Awards
  - Candidatura come miglior scenografia per un film fantasy o fantascientifico a Scott Chambliss
- 2014 – People's Choice Awards
  - Candidatura come miglior film
  - Candidatura come miglior film d'azione
  - Candidatura come miglior coppia a Chris Pine e Zachary Quinto
- 2014 – VES Awards
  - Candidatura come migliori effetti visivi di primo piano in un lungometraggio cinematografico
  - Candidatura come migliori modelli in CG in un film live-action per il cinema
- 2014 – Critics' Choice Movie Award
  - Candidatura come migliori effetti visivi
  - Candidatura come miglior film d'azione
  - Candidatura come miglior film fantascientifico/horror
- 2014 - MTV Movie Awards
  - Candidatura come miglior cattivo a Benedict Cumberbatch

## Sequel
Nel 2016 è stato distribuito il sequel Star Trek Beyond, prodotto da J. J. Abrams e diretto da Justin Lin; l'uscita del film è stata fissata per l'8 luglio 2016, in occasione del cinquantesimo anniversario dal debutto della serie in televisione.